# Olecrano
L'olecrano (dal greco antico ὠλέκρανον (punta del gomito), composto da ὠλένη (ulna, gomito), e -κρανον affine a κρανίον (cranio, estremità) è un processo osseo che prolunga l'estremità superiore dell'ulna.
Si presenta come prolungamento diretto dell'epifisi prossimale dell'ulna, con cui si trova in asse; ha una forma cava che termina con una punta diretta posteriormente detta becco dell'olecrano, e la sua faccia concava è articolata tramite l'incisura trocleare con la troclea dell'omero.
Sull'olecrano trova inserzione il tendine del muscolo tricipite brachiale.
La sua particolare conformazione anatomica impedisce la ritorsione contraria del gomito, ovvero il movimento superiore a 180°, in modo da non provocare traumi ai muscoli e ai tendini: quando il braccio è esteso, infatti, l'olecrano va ad inserirsi in una depressione della epifisi distale dell'omero nota come fossa dell'olecrano.